# Актума (Саркандский район)
Актума (каз. Ақтума, до 2018 г. — Петропавловка) — село в Саркандском районе Жетысуской области Казахстана. Входит в состав Черкасского сельского округа. Находится примерно в 44 км к северо-востоку от города Сарканд. Код КАТО — 196057400.

## Население
В 1999 году население села составляло 1001 человек (523 мужчины и 478 женщин). По данным переписи 2009 года в селе проживали 852 человека (441 мужчина и 411 женщин).